# 圣热尔旺
圣热尔旺（法語：Saint-Gelven，法語發音：[sɛ̃ ʒɛlvɛ̃]）是法国阿摩尔滨海省的一个旧市镇，位于该省南部，属于甘冈区。2017年1月1日，圣热尔旺和相邻的另外2个市镇合并为新市镇布拉韦河畔邦勒波（Bon Repos sur Blavet）。

## 地理
圣热尔旺（48°13'35"N, 3°5'50"W）面积17.48 平方千米，位于法国布列塔尼大區阿摩尔滨海省，该省份为法国西北部沿海省份，位于布列塔尼半岛北部，北濒大西洋英吉利海峡，西接菲尼斯泰尔省，南至莫尔比昂省，东临伊勒-维莱讷省。
与圣热尔旺接壤的市镇（或旧市镇、城区）包括：圣艾尼昂、圣布丽吉特、科雷勒、拉尼斯卡特、佩雷特、普吕叙利安、圣马约。

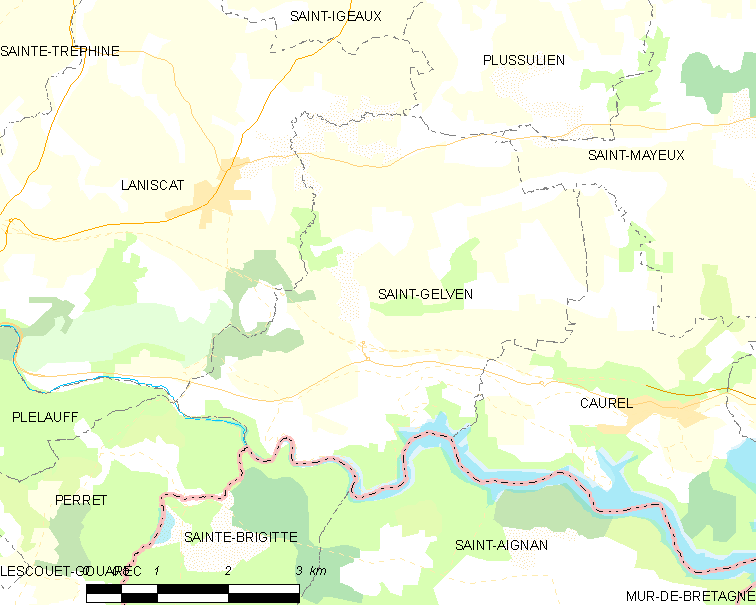
圣热尔旺的OSM定位图

圣热尔旺的时区为UTC+01:00、UTC+02:00（夏令时）。

## 行政
圣热尔旺的邮政编码为22570，INSEE市镇编码为22290。

## 政治
圣热尔旺所属的省级选区为罗斯特勒南县。

## 人口

1962-2008年间圣热尔旺人口变化图示

圣热尔旺于2018年1月1日时的人口数量为324人。